# Никодим Светогорац
Никодим Светогорац или Никодим Агиорит (грч. Νικόδημος ο Αγιορείτης) световно име Никола Каливурси; Наксос, 1749 — Света гора, 14. јули 1808) био је светогорски монах, богослов и светитељ православне цркве.

## Биографија
Преподобни Никодим Светогорац родио се 1749. године на кикладском острву Наксос. Његови родитељи Антонија и Анастасије Каливурси били су побожни људи. При крштењу надјенули су му име Никола. Више образовање добио је у малоазијском граду Смирни, гдје је свршио богословске науке и учио стране језике. Учестала угњетавања хришћана у Измиру, приморавају га да се врати на родни Наксос. Тамошњи митрополит Антим узима га за секретара. Привучен описима неколико монаха, Никола 1775. године одлази на Свету гору. У манастиру Дионисијат прима монашки постриг с именом Никодим. Живио је уобичајеним монашким животом, а истицао се кротошћу и смиреношћу. Преминуо је 1808. године и покопан је у келији Скуртеон у Кареји.
Глава преподобног Никодима чува се у Кареји, а остатак моштију у Манастиру светог Никодима Светогорца у грчкој области Гуменица. Преподобни Никодим прибројен је светитељима указом цариградског патријарха Атинагоре 31. маја 1955. Празнује се 1/14. јула.

## Богословски и списатељски рад
Године 1777. митрополит Макарије (Нотарас) је посјетио Свету гору и том приликом је замолио Никодима да прегледа прије штампе збирку светотачких текстова „Филокалија“ (Добротољубље). С тиме започиње његово главно монашко послушање — превођење, писање и издавање духовне литературе. Преподобни Никодим написао је и припремио за штампу мноштво књига. Његова главна дјела су: „Γυμνάσματα πνευματικά" (Венеција, 1800) — низ упутстава за духовни труд и подвизавање; „Πηδάλιον" или Законоправило (см.); „Νέον ’Εκλόγιον" (Венеција, 1803); „Χρηστοήθεια χριστιανών" (Венеција, 1803); „Εξομολογηταριον" или учење о исповијести; „Тумачење седам саборних посланица“ (Венеција, 1806); „Нова Љествица“ — „Νέα Κλιμαξ" (Цариград, 1844); „’Εορτοδρόμιον" — објашњење појединих канона који се поју на господње и богородичине празнике; „Νέος Συναξαριστης" (Венеција, 1819) — житија светитеља за цијелу годину. Са латинског је превео и допунио књигу фра Лоренца Скуполија „Il combattimento spirituale" (Духовна борба). Тако редигована књига постала је прави бестселер духовне литературе у православним земљама. На руски језик превео ју је свети Теофан Затворник под именом „Невидимая брань", а на српски језик је преведена под именом „Невидљива борба“ тридесетих година 20. вијека.